# Molo (mitología)
En la mitología griega, Molo (en griego Μῶλος o Μóλος) es el nombre de uno o varios personajes, difíciles de diferenciar en las fuentes: 
- Una versión nos habla de que Molo (Μῶλος) es hijo de Ares y de Demónice, la hija de Agenor. Por lo tanto desciende de la estirpe de Etolia.[1] En general se conviene que es el héroe epónimo de los molosos de Épiro.[2]

- Otra versión hace a Molo (Μóλος) padre de Molíone y abuelo de los mellizos monstruosos, los Moliónidas. No se han conservado los nombres de sus padres, pero al menos a su madre se la refiere como «de hermosas mejillas». Tampoco se ha conservado el nombre de su esposa, a la que llama «una graciosa ninfa» y de la que tuvo a Molíone. Molo mantenía a su hija alejada de los ojos de los hombres, hasta que Poseidón intervino y la casó con Áctor.[3] West conjetura que su inclusión en el Catálogo estaría ubicado dentro de la descendencia de Cálice, una de las hijas de Eolo, y cuya madre pudiera referirse a Policasta o a una hija de Etlio y Cálice cuya identidad no ha sobrevivido.[4]
- Otro Molo (Μῶλος), pero esta vez cretense, era un hijo bastardo de Deucalión, el hijo de Minos.[5] Fue el padre de Meríones, auriga de Idomeneo durante la guerra de Troya.[6] Otros dicen que la esposa de Molo era una tal Evipe[7] o *Melfis, cuyo nombre ha sobrevivido corrupto.[8]